# Mission des Nations unies pour l'appui à la Justice en Haïti

Haiti

La Mission des Nations unies pour l'appui à la Justice en Haïti (MINUJUSTH) est une opération de maintien de la paix des Nations unies qui s'est déroulée en Haïti d'octobre 2017 à octobre 2019. Elle remplace la Missions des Nations unies pour la stabilisation en Haïti (MINUSTAH), dont le mandat a pris fin le 15 octobre 2017.

## Historique
En avril 2017, le Conseil de sécurité a décidé à l'unanimité que les 2 370 soldats qui servaient alors au sein de la Missions des Nations unies pour la stabilisation en Haïti (MINUSTAH) devaient être progressivement retirés jusqu'au 15 octobre 2017 pour faire place à la nouvelle MINUJUSTH qui prendra la relève,,.
La mission a été mandatée jusqu'au 15 avril 2018, puis prolongée d'un an avec l'adoption de la résolution 2410 du Conseil de sécurité des Nations unies,.
Le 25 juin 2019, une nouvelle résolution a été adoptée par le Conseil de sécurité pour mettre fin au mandat de la MINUJUSTH le 15 octobre 2019. La mission est prévue d'être remplacée par le Bureau intégré des Nations Unies en Haïti (BINUH),.

## Effectifs
La MINUJUSTH comptera jusqu'à 1 275 membres des forces de police ainsi que des agents pénitentiaires et des civils internationaux, mais pas de personnel militaire,.
Deux unités indiennes qui ont servi dans la MINUSTAH resteront à Haïti pour servir dans la MINUJUSTH, tandis que l'autre unité retournera en Inde. En février 2017, l'Inde comptait un total de 452 personnes servant dans la MINUSTAH,.

## Mandat
Le mandat de la MINUJUSTH est établi par les résolutions 2350 (2017) et 2410 (2018) du Conseil de sécurité des Nations unies. Il se concentre sur quatre volets :
- État de droit : aider le gouvernement haïtien à renforcer les institutions de l'état de droit
- Droits humains : suivre la situation en matière de droits de l'homme, en rendre compte et l'analyser
- Police nationale d'Haïti (PNH) : continuer de soutenir le développement de la Police nationale. La police haïtienne ne comprend cependant que 14 000 membres pour une population de 11 millions d’habitants[13].
- Bons offices : contribuer au dialogue politique

## Résultats
La mission avait pu contenir plus ou moins les gangs surarmés qui contrôlent les quartiers les plus pauvres de la capitale. Depuis son retrait, les bandes criminelles ont étendu leurs pouvoirs contrôlant près de la moitié de Port-au-Prince et ses environs, procédant à de nombreux kidnappings avec demandes de rançons.